# Menjamel de Nova Bretanya
El menjamel de Nova Bretanya (Vosea whitemanensis) és un ocell de la família dels melifàgids (Meliphagidae) i única espècie del gènere Vosea Gilliard, 1960.

## Hàbitat i distribució
Habita els boscos de les muntanyes de l'illa de Nova Bretanya.